# 刈田嶺神社 (蔵王町宮)

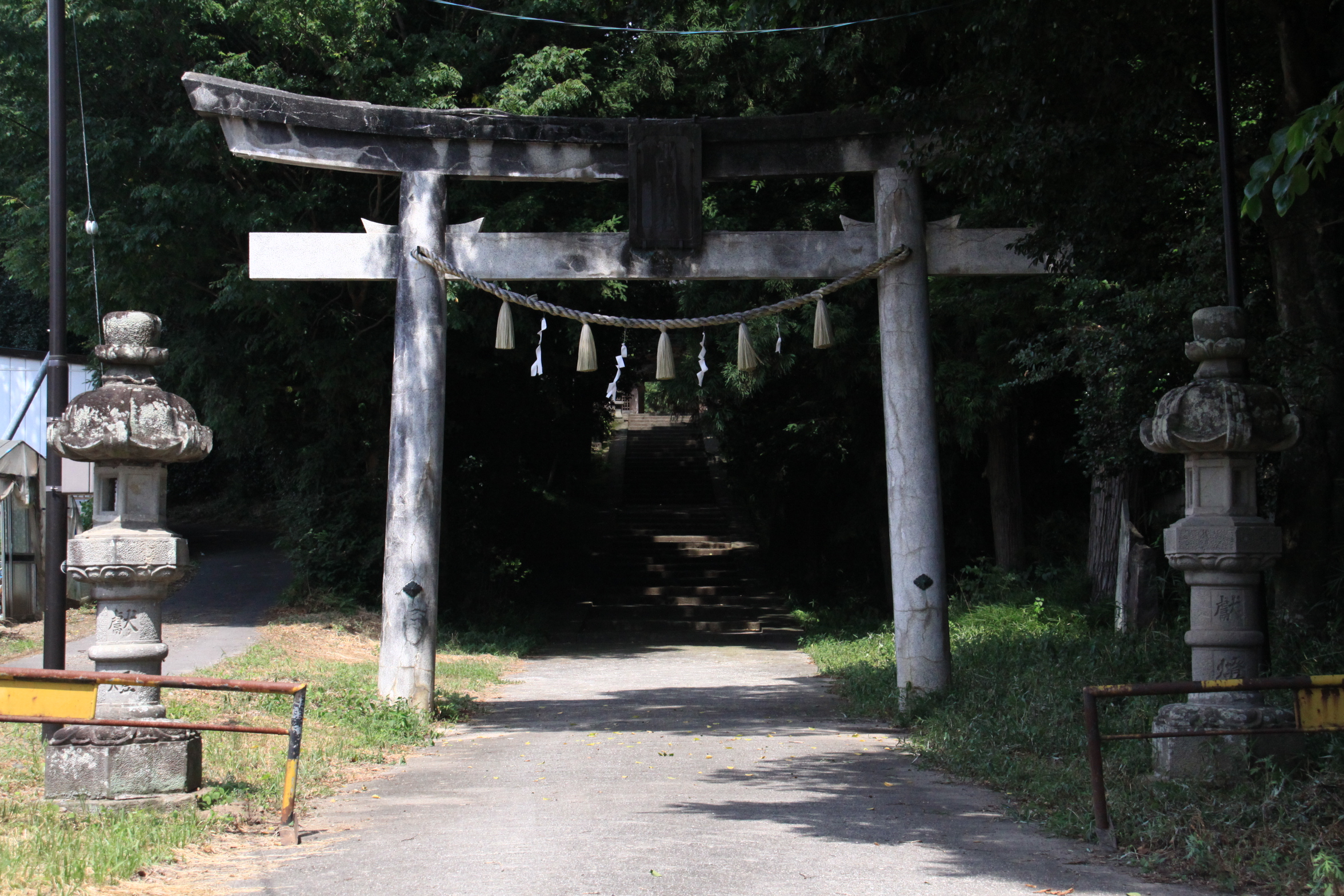
鳥居

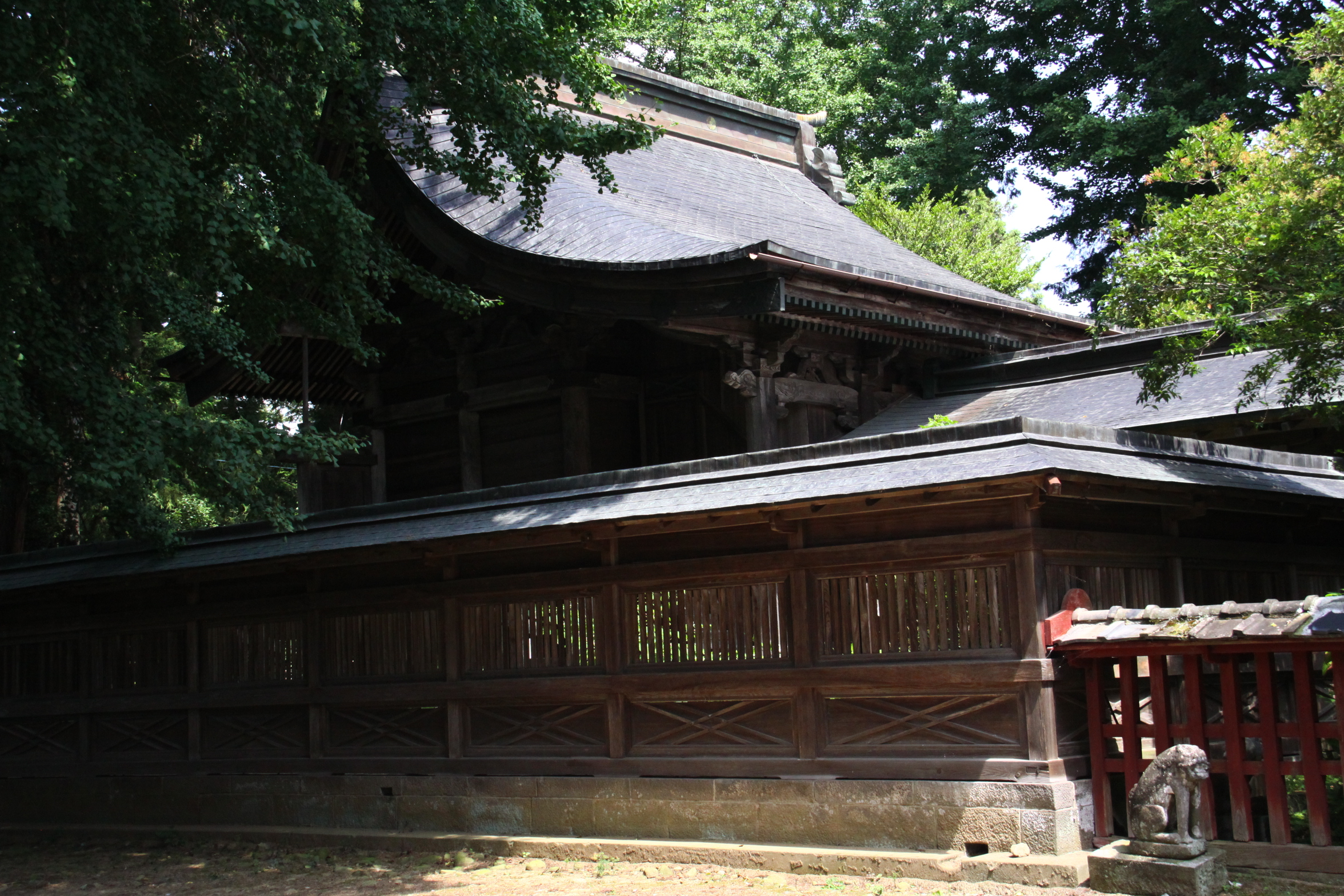
本殿

刈田嶺神社（かったみねじんじゃ）は、宮城県刈田郡蔵王町宮にある神社である。『延喜式神名帳』において名神大社とされた式内社で、旧社格は県社。郡内では最も大きな神社で刈田郡総鎮守、伊達家家臣片倉家（白石城主）総守護神である。白鳥大明神の別名がある。

## 祭神
- 日本武尊

当社がある刈田郡や隣接する柴田郡では「白鳥信仰」があり、当社には奉納された白鳥の絵馬がいくつも伝えられている。また、境内に「白鳥古碑群」がある。白鳥と日本武尊との関係については該当記事参照。

## 歴史
刈田嶺神社の縁起では、「刈田ニ寶祠白鳥ト曰フ者有リ」「舊ト嶺ノ神社ト號ス」とある。
青麻山は、当時「大刈田山」と呼ばれており、刈田嶺社の由来となっている。随神門（文政10年（1827年））には「嶺神社」の竪額が掲げられている。奈良時代養老5年（722年）に建郡された刈田郡の郡家が所在する白石側からの青麻山の眺望は、「あけら山」（820m）と「青麻山」（799m）の双耳峰となっており、茨城県の筑波山（女体山877ｍ・男体山871m）に酷似し、刈田嶺神の最も古い信仰は青麻山を神体山とするものであったと考えられている。
柴田郡・刈田郡には、日本武尊に関わる「白鳥伝説」を残す神社が数社あり、古伝承では、「刈田宮社」は景行天皇の第二皇子日本武尊が東征を行った時、武は勢州熊褒野に死し、白鳥と化して飛び去り、止まった所に白鳥明神を祀った、あるいは用明天皇の后穴穂部間人皇女（聖徳太子の母）が当地で亡くなり、白鳥と化し、土地の人々が祠を祀ったとされている。日本武尊の第二の子仲哀天皇が刈田郡主に勅して、白鳥が止まった刈田の西山に社を建てさせたという伝承を記している。
平安時代に入って延暦20年（801年）に坂上田村麻呂が蝦夷征伐に際し、西宮（祭神：日本武尊）で東夷の平定を祈願したところ、明年大墓公（阿弖流為）、盤具公（母礼）は降伏し、残党は屠殺・放流された。ここにおいて、将軍は嶺の神を西宮の殿内に遷し入れ、一社として配祭した。嶺の神社の遺跡には薬師の木像を祀る小寓を設け、これにより山を「薬師が嶽」と名付けた。
貞観11年（869年）5月26日の陸奥国大地震による貞観津波に際しては、同年12月8日に苅田嶺神に従四位下、12月25日に再び従四位下の神位が超階によって授与（『日本三代実録』）されており、当時、この大地震大津波を「火山の驚異に起因したる神祗」であり、「山神の憤怒」によるものと解したためとされている。青麻山がなんらかの神威（火山活動）を示したものとは考え難く、『日本三代実録』でいう「苅田嶺神」は蔵王の山頂付近にある噴火口周辺を指しているものとみられる。現在刈田岳に祀られる刈田嶺神社の「蔵王大権現社」(奥宮）とのちの遠刈田「蔵王大権現御旅宮」（里宮）は、祭神「蔵王大権現」のみならず、「天水分神」「国水分神」として陸奥国全域の天地の水をつかさどる神として位置づけられている。
平安末には源頼義・源義家、奥州藤原氏の庇護があったが、奥州藤原氏の滅亡によって庇護者を失い、源頼朝により「瓦礫左右に散漫して、足を容れる所なし。」となったとされる。永正年中に、宮司の遠孫佐藤将監が興復の志を抱き、西宮は古道に属し、邑民旅客の便ならず、西宮を宮邑の西北（現在地）に移している。文禄年中に再び荒廃するところとなり、郷民が規模を縮小して、小社を再建している。慶長5年（1600年）、伊達政宗が白石城を攻め、片倉景綱を白石城主とした。景綱は宮蓮蔵寺を別当寺と定め、社の荒廃から一大社を興すことを決意した。慶長16年（1611年）、2代重長が先代の遺志を継ぎ、旧社を一掃して諸殿を一新した。寛済を遷宮導師とし、寺領20石を与え、別当寺蓮蔵寺を片倉家の攘災徴福の寺としている。
現在の本殿は享保3年（1718年）に、白石城主片倉村休により建立されたものである。

## 社名の変遷
社名は「嶺ノ神社」（『陸奥刈田郡総社白鳥明神縁起記』1716年）、「白鳥明神」（『陸奥刈田郡総社白鳥明神縁起記』1716年）、「刈田神社」（郷人これを「刈田宮社」という。宮社の南面に寶池山蓮蔵寺という寺があり、双方の伝えでは、神名帳に謂う所の刈田峯神社は不忘山神にあらず。實に此の宮社なり。その説尤も多し。その一方で、苅田嶺神に関する貞観11年の超階に疑問を差し入れながらも、土人不忘山を呼びて、山上に蔵王権現神祠があるをもって蔵王嶽と呼ぶ。神名帳に謂う所の苅田嶺神社は是なり、とし、寛永元年・寛文9年の蔵王の火山活動を列記している。）（『奥羽観蹟聞老志』1719年）、「刈田嶺神社」（『封内名蹟志』1741年）、「刈田嶺神社」（『封内風土記』1772年）、「正一位白鳥大明神社」（「延喜式神名帳ニ相戴候刈田郡一座嶺神社ニ御座候　往古ハ大刈田山之内御鎮座有之候」『安永風土記御用書出』（1777）、明治5年（1872年）6月10日、郷社に列せられ、明治40年（1907年）3月1日神饌幣帛、供進指定神社となり、更に御大典の昭和3年（1928年）11月9日、県系社に列せられた。
戊辰戦争の敗北により、明治3年（1870年）、旧白石城主片倉小十郎邦憲は旧臣百五十余名を従え、胆振国幌別郡へ移住し、片倉氏の総守護神刈田嶺神社の御祭神である日本武尊の御分霊を奉じ、彼地の妙見稲荷社に合祀し、幌別郡開拓の守護神とした。明治4年（1871年）、社殿を幌別村字浜七十番地に新しく建立し、社名を刈田神社と改称した。

## 社殿
- 本殿
- 拝殿
- 鳥居
- 随身門
- 鐘楼
- 神楽舞台

## 周辺
- 遠刈田温泉

## 同名の神社
| 所在地   | 所在地   | 所在地   | 所在地 | 所在地                                                       | 所在地                                  | 現称       | 別名       |
| 県       | 郡       | 町       | 地区 | 地区                                                         | 位置                                    | 現称       | 別名       |
| -------- | -------- | -------- | --- | ------------------------------------------------------------ | --------------------------------------- | ---------- | ---------- |
| 宮 城 県 | 刈 田 郡 |          | 蔵王・刈田岳（熊野岳から遷宮）                                                                              | 山頂周辺には神威を現す噴火口                                 | 北緯38度7分39.7秒 東経140度26分56.42秒  | 刈田嶺神社 | 奥宮       |
| 宮 城 県 | 刈 田 郡 | 蔵 王 町 | 蔵王・刈田岳（熊野岳から遷宮）                                                                              | 東麓・遠刈田温泉の嶽之坊跡地                                 | 北緯38度7分28.61秒 東経140度34分35.57秒 | 刈田嶺神社 | 里宮       |
| 宮 城 県 | 刈 田 郡 | 蔵 王 町 | 青麻山（大刈田山）（北緯38度05分05.1863秒 東経140度36分27.1756秒 / 北緯38.084773972度 東経140.607548778度） | 山体（大刈田山）を祀る嶺神社を西山の白鳥社（日本武尊）に合祀 | 北緯38度3分1.1秒 東経140度39分11.7秒    | 刈田嶺神社 | 白鳥大明神 |

なお、山形県側にも、蔵王大権現(刈田嶺神社)(山形市下宝沢)、刈田嶺神社（山形市蔵王半郷字石高）、刈田嶺神社（上山市金谷）がある。